# Hans-Jörg Karrenbrock

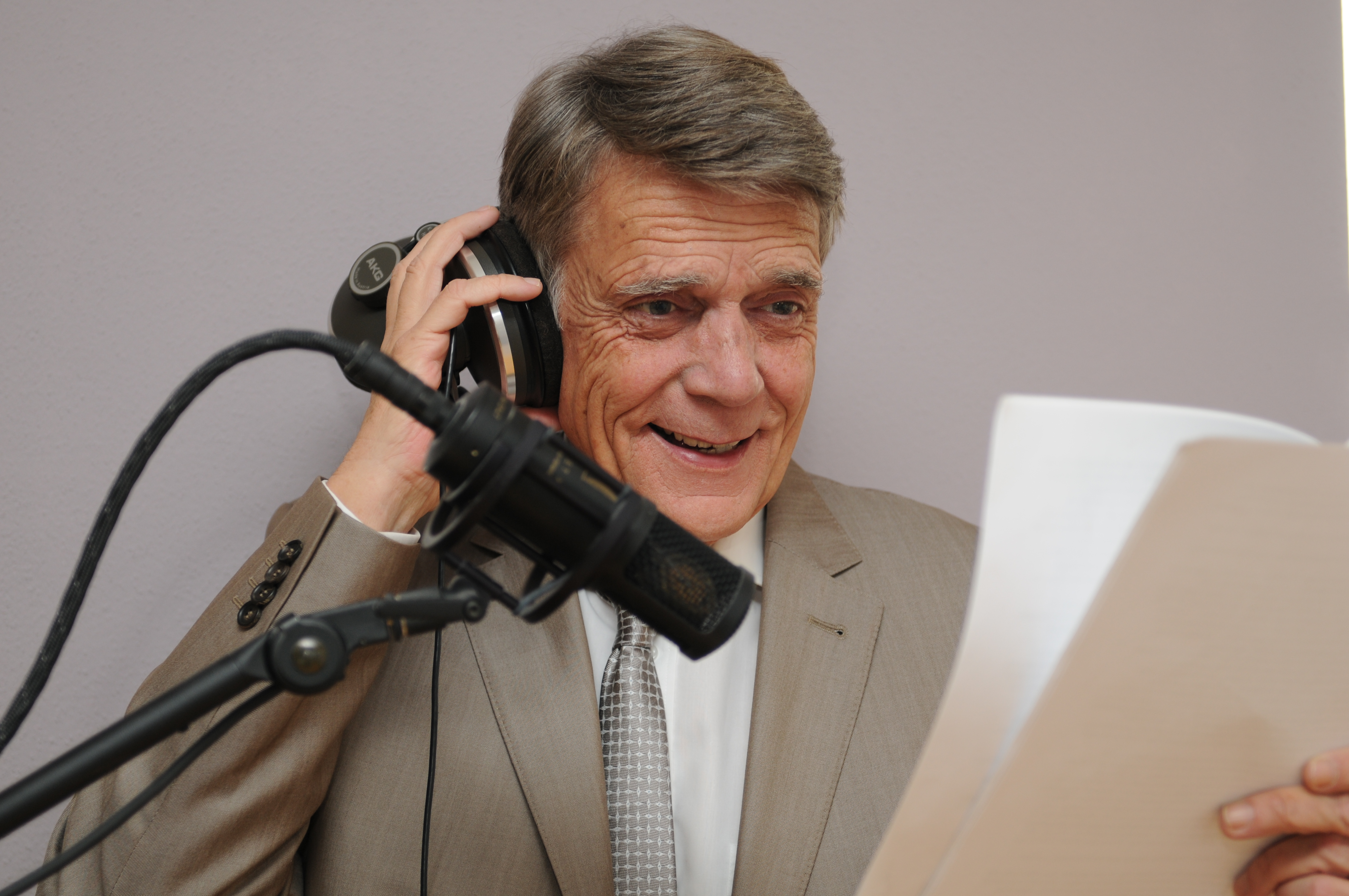
Hans-Jörg Karrenbrock während einer Synchronaufnahme im Studio (2019)

Hans-Jörg Friedrich Karrenbrock (* 25. Dezember 1961 in Norddeutschland) ist ein deutscher Synchronsprecher, Off-Sprecher, Moderator, Autor sowie Hörbuch- und Hörspielsprecher und ausgebildeter Schauspieler.

## Leben und Karriere
Hans-Jörg Friedrich Karrenbrock wurde am 1. Weihnachtstag des Jahres 1961 geboren und wuchs im deutschen Bad Laer im Teutoburger Wald auf. Karrenbrock studierte von 1982 bis 1984 Schauspiel an der Universität der Künste Berlin sowie später auch Marketing/Kommunikation und Journalismus. Von 1985 bis 1995 war er für Sender wie RTL und Sat.1 als Moderator tätig. Seit mehr als 35 Jahren ist er in verschiedenen Bereichen der Synchronisation tätig. Sein väterlicher, warmherziger Bass ist sein Markenzeichen. 
Karrenbrock arbeitet unter anderem als Werbesprecher in diversen Radio- und TV-Spots im deutschsprachigen Europa (u. a. für Iglo und Wasa), auch ist er in Hörbüchern und Hörspielen zu hören und sprach zahlreiche Rollen in Computerspielen ein. Des Weiteren ist er auch als Trauerredner tätig. Bekannt wurde er insbesondere durch seine Arbeit in dem im Jahr 2001 erschienenen Videospiel Gothic, wo er verschiedene Charaktere synchronisierte. Im Spiel Alan Wake sprach er den Radiomoderator Pat Maine. 
Karrenbrock lebt seit 2003 in Österreich, ist verheiratet und Vater von zwei Töchtern und zwei Söhnen.

## Hörbücher (Auswahl)
- 2010: Reinhard K. Sprenger: Die Entscheidung liegt bei dir!: Wege aus der alltäglichen Unzufriedenheit (gemeinsam mit Susanne Grawe und Helge Heynold) (Campus Verlag Audio)
- 2011: Stefan Hertrich: Wenn der Wald spricht
- 2013: Stefan Hertrich: Wenn der Wald spricht 2
- 2015: Hans-Jörg Karrenbrock: Abschied für Immer (gemeinsam mit Stefanie Mau)
- 2020: Stefan Hertrich: Ewig ruft die Weite

## Videospiele (Auswahl)
- 1994: Simon the Sorcerer als Barkeeper, Dämon Gerald u. a.
- 2001: Gothic als Lee, Cor Angar, Bloodwyn u. a.
- 2001: Max Payne als Virgilio Finito u. a.
- 2001: Jak and Daxter: The Precursor Legacy als Boggy Billy, Fischer
- 2007: Pirates of the Caribbean: Am Ende der Welt als Käpt'n Sri Sumbahjee
- 2010: Alan Wake als Pat Maine
- 2013: Final Fantasy XIV – A Realm Reborn als Louisoux
- 2017: ELEX
- 2019: Anno 1800 als Artur Gasparov
- 2023: Shadow Gambit: The Cursed Crew als John Hughes Mercury

## Werke
- Abschied für immer vom Umgang mit Trauer und Tod [Fragen, Antworten, Erfahrungen]. Ueberreuter 2009. ISBN 978-3800016112
- Abschied für immer Sterben, Tod und Trauer, für Kinder gefühlvoll erklärt. Lionello Media 2015. ISBN 978-3958492615